# Ян Островський (футболіст)
Ян Островський (люксемб. Jan Ostrowski, нар. 14 квітня 1999, Люксембург) — люксембурзький футболіст польського походження, півзахисник клубу «Грассгоппер» та національної збірної Люксембургу.

## Клубна кар'єра
Народився 14 квітня 1999 року в місті Люксембург в родині поляка та люксембуржки. Є вихованцем місцевих команд «Мондерканж» та «Расінг» (Люксембург). У 2014 році підписав контракт з німецьким клубом «Майнц 05», за юнацьку команду якого виступав півтора сезону. У січні 2017 році перейшов до франкфуртського «Айнтрахта», де півтора року провів у юнацькій команді до 19 років.
Влітку 2018 року підписав контракт з клубом чемпіонату Швейцарії «Грассгоппер», де став виступати за молодіжну команду до 21 року.

## Виступи за збірні
У 2013 році зіграв свій перший матч за збірну Люксембургу до 15 років. До гравця також був інтерес зі сторони юнацької збірної Польщі, проте інформації про зіграні за Польщу матчі немає. А з 2017 року залучався до складу молодіжної збірної Люксембургу. На молодіжному рівні зіграв у 2 офіційних матчах.
4 червня 2017 року Островський дебютував у складі національної збірної Люксембургу в товариському матчі проти збірної Албанії, в якому вийшов на заміну на 90-й хвилині замість Давіда Турпеля. 31 серпня того ж року вийшов на заміну в матчі відбіркового турніру чемпіонату світу 2018 проти збірної Білорусі і таким чином позбувся можливості виступати за Польщі.

## Особисте життя
Батько Яна Анджей — поляк, проживав у місті Александрув-Лодзький. У 1981 році покинув Польщу і переїхав спочатку в Австрію, а потім в Люксембург. Мати — люксембуржка. Також в сім'ї є дочка Міра, яка на два роки старша за Яна.
Ян практично не говорить польською.
| Дата      | Місто      | Господарі  | Результат | Гості    | Турнір            | Голи | Примітки |
| --------- | ---------- | ---------- | --------- | -------- | ----------------- | ---- | -------- |
| 4-6-2017  | Люксембург | Люксембург | 2 – 1     | Албанія  | товариський матч  | -    | 90'      |
| 31-8-2017 | Люксембург | Люксембург | 1 – 0     | Білорусь | Відбір до ЧС 2018 | -    | 79'      |
| Усього    |            | Матчів     | 2         |          | Голів             | 0    |          |

## Титули та досягнення
- Чемпіон Люксембургу (1):

«Свіфт»: 2022-23